# McDonald’s
McDonald’s Corporation (wym. [məkˈdɒnldz ˌkɔːpᵊrˈeɪʃᵊn]) – amerykańska sieć barów szybkiej obsługi, sprzedająca głównie burgery, frytki i napoje.

## Historia
Przedsiębiorstwo zostało założone 15 maja 1940 r. w San Bernardino w Kalifornii przez braci Richarda i Maurice’a McDonaldów. Od 1953 r. firma udziela franczyz. Prawną formę dla systemu franczyzowego (McDonald’s Systems, Inc.) stworzył 15 kwietnia 1955 r. Ray Kroc, który później przejął firmę.
W 1960 r. przedsiębiorstwo zmieniło nazwę na McDonald’s Corporation. Jako spółka publiczna jest ono notowane na Nowojorskiej Giełdzie Papierów Wartościowych (NYSE) od 5 stycznia 1966 r. W 2007 r. McDonald’s dysponował 31 tysiącami barów szybkiej obsługi w ponad 119 krajach na całym świecie.

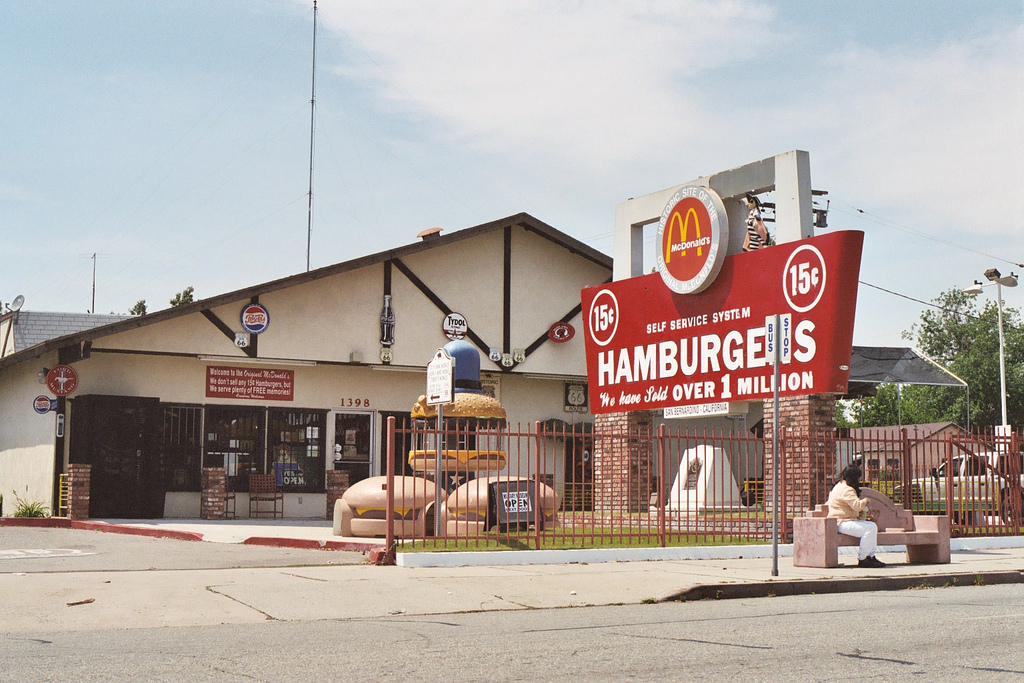
Muzeum McDonald’s w San Bernardino. Założone w lokalizacji pierwszego baru braci McDonaldów (zburzonego w 1971 r.)
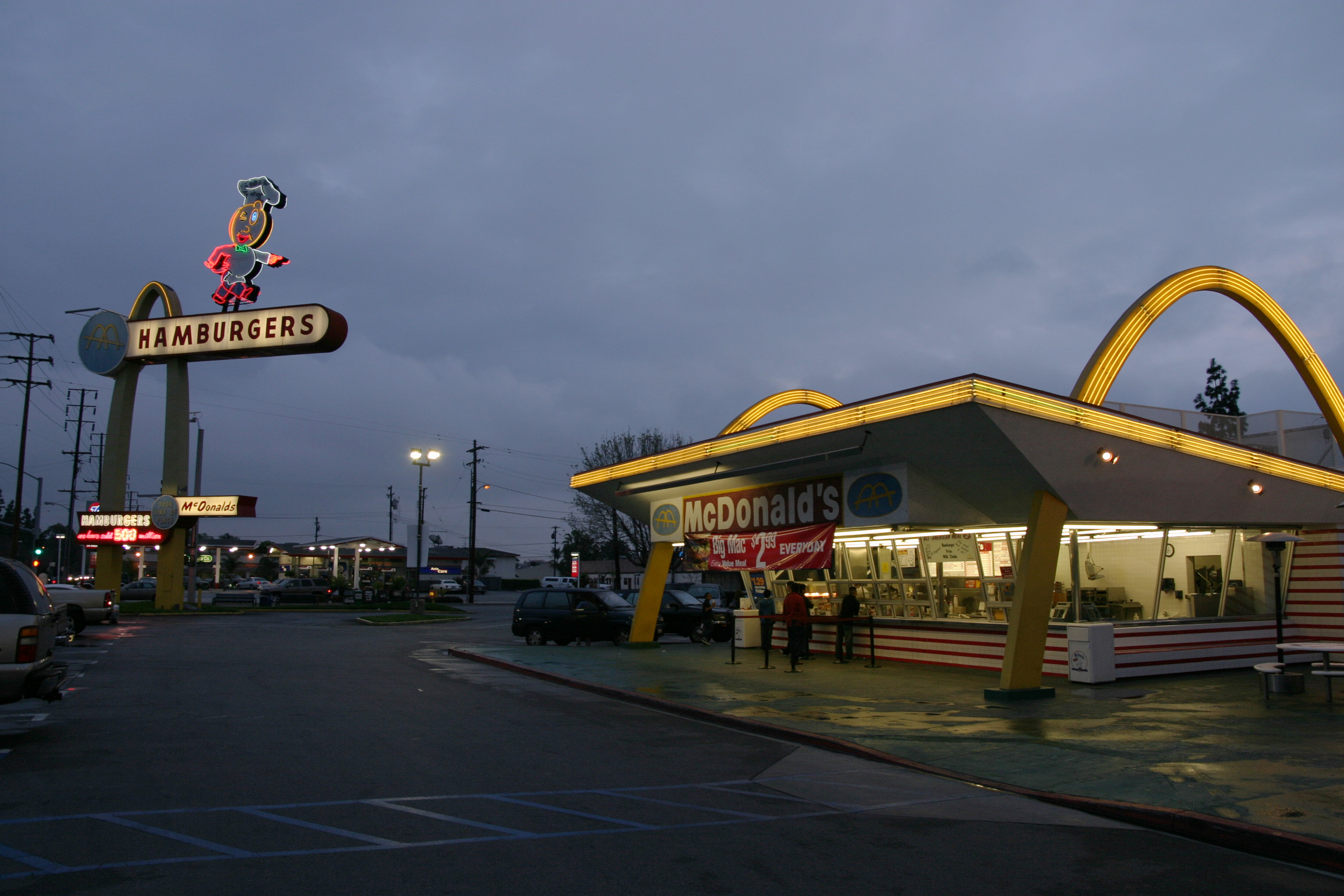
Najstarszy funkcjonujący do dziś McDonald’s, otwarty w 1953 r. w Downey
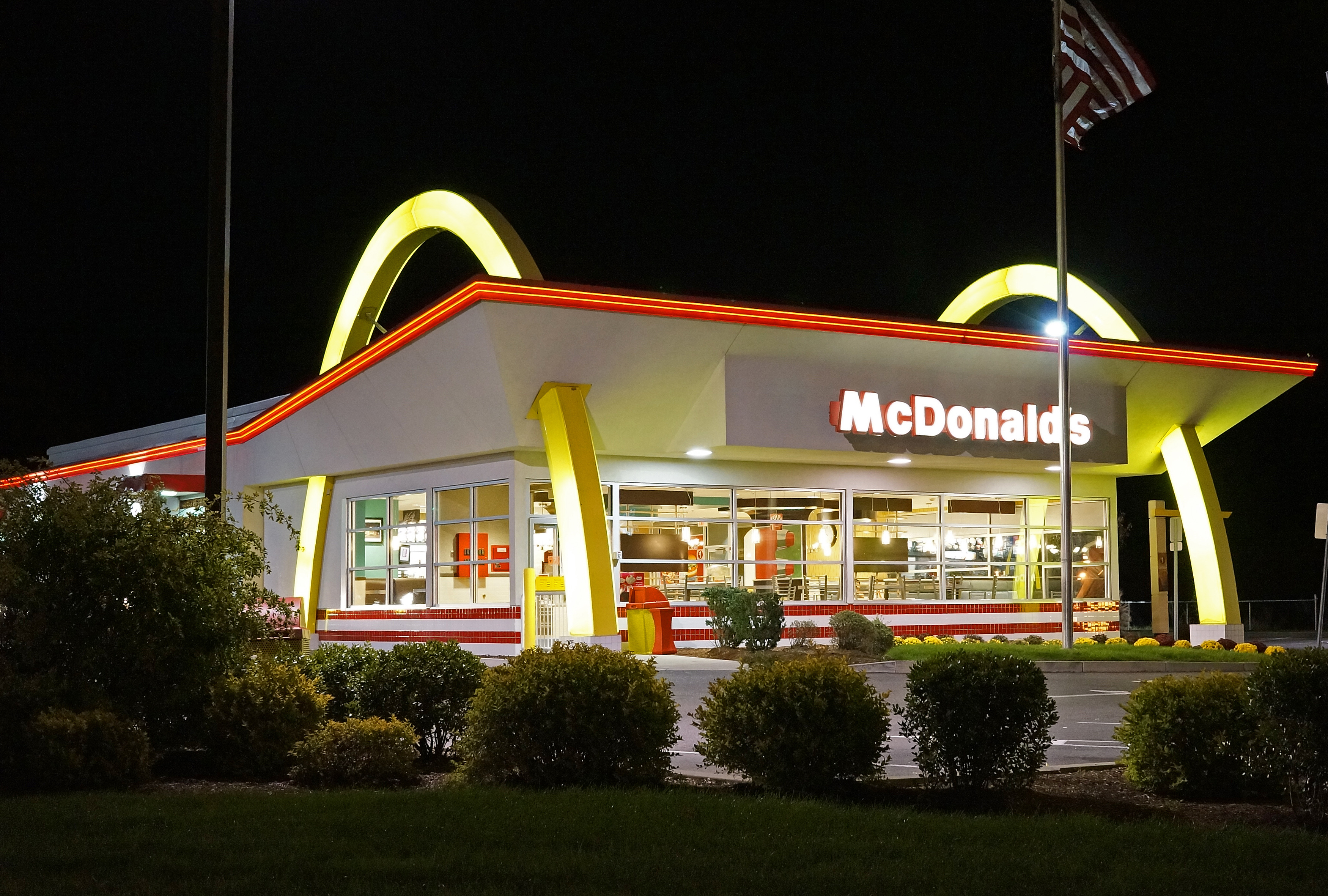
McDonald’s w Saugus w Stanach Zjednoczonych
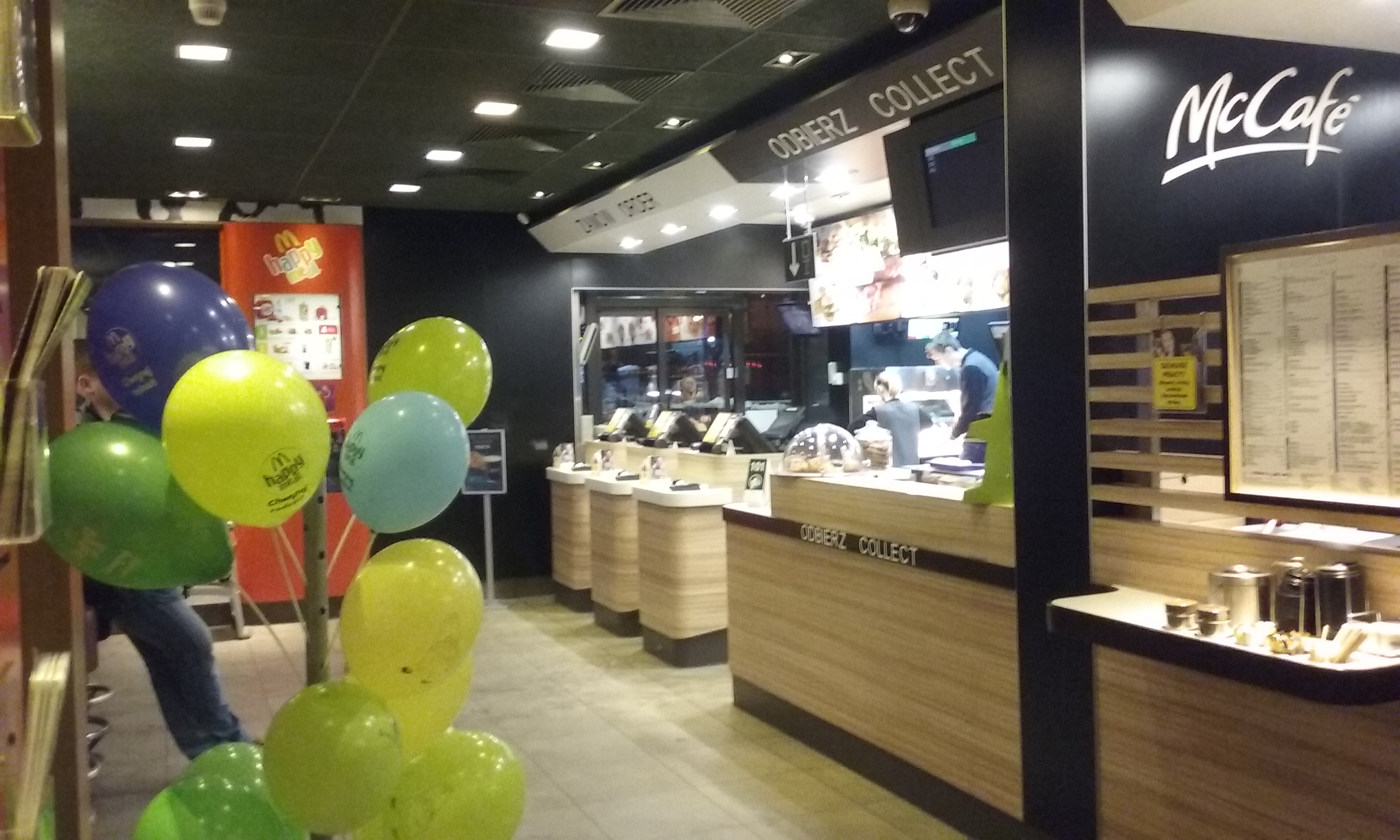
Wnętrze baru McDonald’s w Tomaszowie Mazowieckim

## Model biznesowy

McDonald’s na świecie

Większość barów (nazywanych przez firmę restauracjami) McDonald’s serwuje dania zarówno dla gości zajmujących stoliki, jak i kierowców samochodów (McDrive), jednak w lokalach usytuowanych w centrach miast zwykle nie ma możliwości dokonania zakupu drive-through. Jest też wiele barów McDrive, w których przyjmuje się zamówienia wyłącznie od kierowców i nie ma stolików – zwykle przy autostradach, stacjach benzynowych lub centrach handlowych. Pod marką McCafe prowadzona jest także sprzedaż produktów kawiarnianych. Istnieje szereg barów „tematycznych”, na przykład Rock-and-Roll McDonald’s. Niektóre nowsze bary są jednocześnie miejscami rozrywki (McDonald’s Playlands lub PlayPlaces). Model biznesowy McDonald’s Corporation różni się nieco od modelu innych sieci fast food.
Oprócz zwykłych opłat franczyzowych i procentu od sprzedaży dochodem McDonald’s są również czynsze, częściowo powiązane ze sprzedażą; w Stanach Zjednoczonych McDonald’s jest zawsze właścicielem nieruchomości, na której znajduje się bar będący przedmiotem umowy franczyzowej. Harry J. Sonneborn, jeden z założycieli McDonald’s, powiedział: Prowadzimy działalność gospodarczą w dziedzinie nieruchomości. Jedynym powodem, dla którego sprzedajemy hamburgery, jest to, że przynoszą największy dochód płatnikom czynszu. W Europie model jest odmienny: na przykład w Wielkiej Brytanii McDonald’s jest właścicielem jedynie około 30% placówek, także w Polsce franczyzobiorcy często najmują powierzchnię od innych podmiotów.
Menu McDonald's różni się pomiędzy różnymi krajami, ponieważ niektóre dania dostępne są tylko w niektórych państwach.

## McDonald’s w Polsce

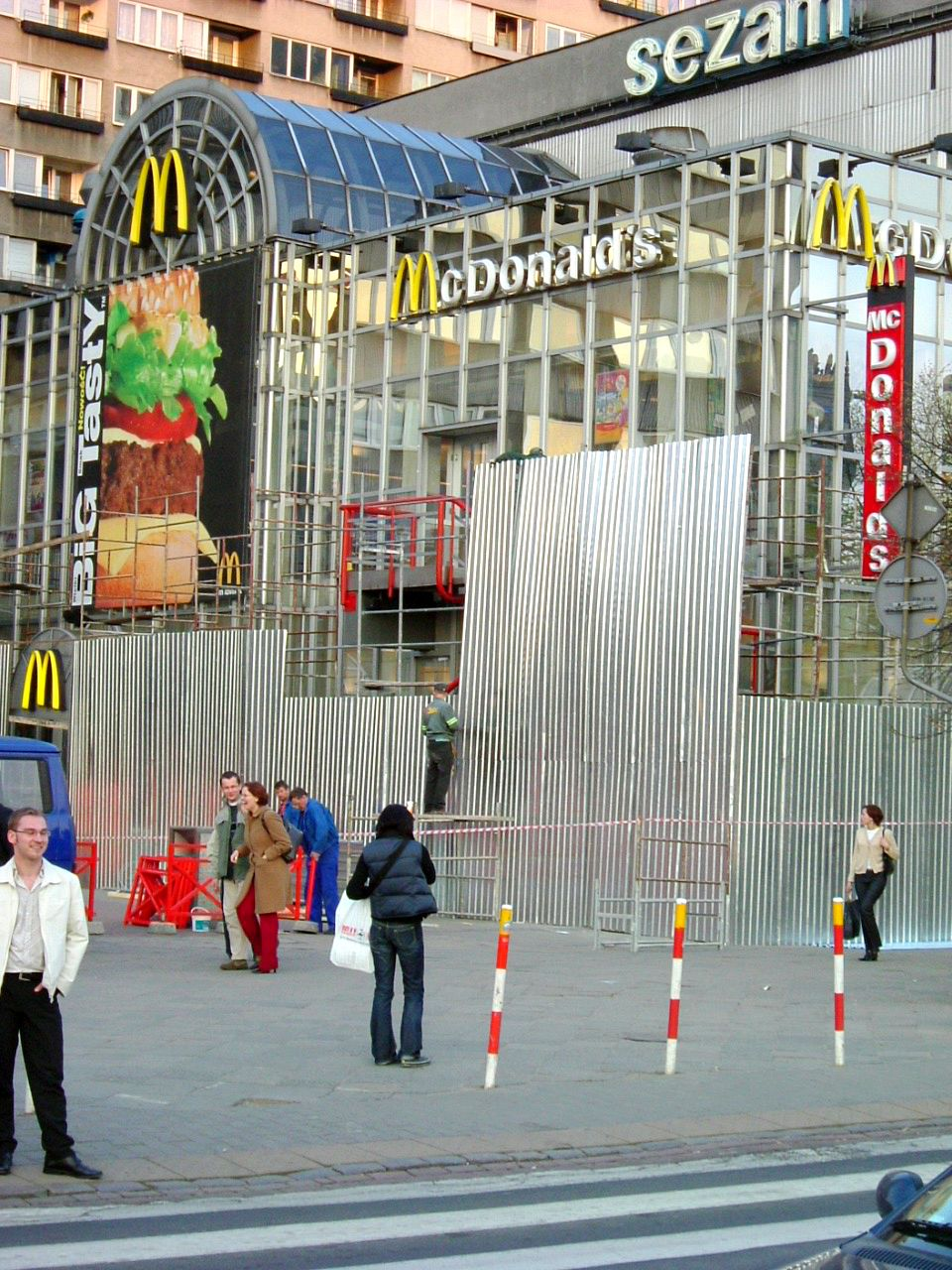
Pierwszy bar McDonald’s w Polsce (część SDH „Sezam” w Warszawie). Funkcjonował w latach 1992–2014

Rozmowy na temat uruchomienia w Polsce barów McDonald’s były prowadzone już pod koniec lat 70. XX wieku. Pierwszy bar otwarto 17 czerwca 1992 r. w Warszawie na rogu ulic Marszałkowskiej i Świętokrzyskiej, w dobudowanej od strony północnej części Spółdzielczego Domu Handlowego „Sezam”. Koszt budowy wyniósł milion dolarów. W dniu otwarcia ustanowiony został rekord świata w liczbie transakcji: dokonano ich 13 300 (rekord ten został pobity sześć miesięcy później w Katowicach: 13 600 zamówień). 
Bar w Sezamie zamknięto 1 października 2014 roku, a nowy oddział firmy znajduje się w budynku obok.
W grudniu 2019 r. w 435 polskich lokalach tej sieci, znajdujących się w ponad 150 miejscowościach, zatrudnionych było ponad 24 tysiące pracowników. W Polsce McDonald’s rozwija się na zasadzie franczyzy, w grudniu 2019 roku właścicielami 380 barów (87%) byli polscy franczyzobiorcy. W kwietniu 2024 roku liczba McDonald's w Polsce wzrosła do 550 lokali. 

## Krytyka McDonald’s Corporation
Przedsiębiorstwu zarzuca się wykorzystywanie pracy dzieci oraz wyzysk pracowników w zakładach dostawczych. Latem 2000 roku w Hongkongu opublikowano raport na temat nieprawidłowości w pięciu chińskich zakładach dostawczych, które wytwarzały figurki do zestawów dla dzieci „Happy Meal”. Opisano w nim pracę dzieci oraz fakt fałszowania dokumentów poprzez dodawanie lat małoletnim pracownikom. Za 8 godzin pracy przysługiwało wynagrodzenie w wysokości około 1,5 euro – zatrudnieni musieli pracować jednak nawet 15 godzin dziennie, a gdy było dużo zamówień, nie otrzymywali dnia wolnego. Koncern początkowo nie przyznawał się do zarzutów. Gdy udowodniono, że ponad setka dzieci w wieku 12–13 lat pracowała tam po 12 godzin dziennie, a sprawą zainteresowały się media, McDonald’s wysłał do fabryk kontrolę. Ostatecznie koncern miał wstrzymać wszystkie zamówienia z tych fabryk i powierzyć je innym przedsiębiorstwom.

## Ochrona środowiska
McDonald’s, a także inne przedsiębiorstwa z branży fast food, są na celowniku organizacji zajmujących się obroną praw zwierząt (np. PETA). Organizacje te zarzucają przedsiębiorstwu, że zwierzęta przeznaczone na ubój są przetrzymywane w bardzo złych warunkach, często bez wybiegu. Twierdzą, że byki kastrowane są bez środków przeciwbólowych, a do pasz dodawane są hormony i antybiotyki, aby zwierzęta szybko rosły i wcześniej mogły zostać odprowadzone do rzeźni. Podają też, że przekarmione osobniki często nie dożywają terminu uboju.
Firmie stawiane są też zarzuty o niechęć do związków zawodowych oraz reklamowanie swych produktów jako wartościowych i pożywnych.